# Herma Szabo
Herma Szabo, född 22 februari 1902 och död 7 maj 1986, var en österrikisk konståkare som bland annat tog en olympisk guldmedalj i Chamonix år 1924 och vann Världsmästerskapen i konståkning fem gånger.